# Pomnik „Upokorzony” w Słupsku
Pomnik „Upokorzony” w Słupsku (niem. Der Gebeugte) – rzeźba autorstwa niemieckiego rzeźbiarza Fritza Klimscha, wykonana około 1918. Pomnik sprowadzony został do Damnicy w roku 1919 przez rodzinę von Gamp i ustawiony w tamtejszym parku-cmentarzu jako nagrobek ku czci członków tej rodziny, którzy stracili życie w czasie I wojny światowej. Po II wojnie światowej, pomnik nie był konserwowany aż do roku 1970 kiedy to przewieziono go do Słupska, poddano gruntownej renowacji i postawiono na skwerze imienia „Pierwszych Słupszczan”.

## Opis
Neoklasycystyczna rzeźba w kamieniu przedstawia postać atletycznego nagiego mężczyzny w przyklęku pochylonego do przodu z silnie, łukowato wygiętym grzbietem. Mężczyzna o regularnych rysach twarzy pogrążony jest w zadumie nad losem swojej ojczyzny – Niemiec, które zostały upokorzone (stąd nazwa pomnika) po I wojnie światowej traktatem w Wersalu podpisanym w czerwcu 1919. Mężczyzna, pośladkami wspiera się o kamień a prawa noga zgięta w kolanie golenią i stopą przylega do cokołu. Kolano lewej nogi wysunięte ma ku przodowi, udo w pozycji poziomej. Na kolanie tym postać wspiera obie ręce. Pochylona głowa mężczyzny opiera się na nadgarstku lewej ręki.
Dzieło Fritza Klimscha wzorowane było być może na słynnej rzeźbie Myśliciel autorstwa francuskiego rzeźbiarza Auguste’a Rodina.

## Galeria

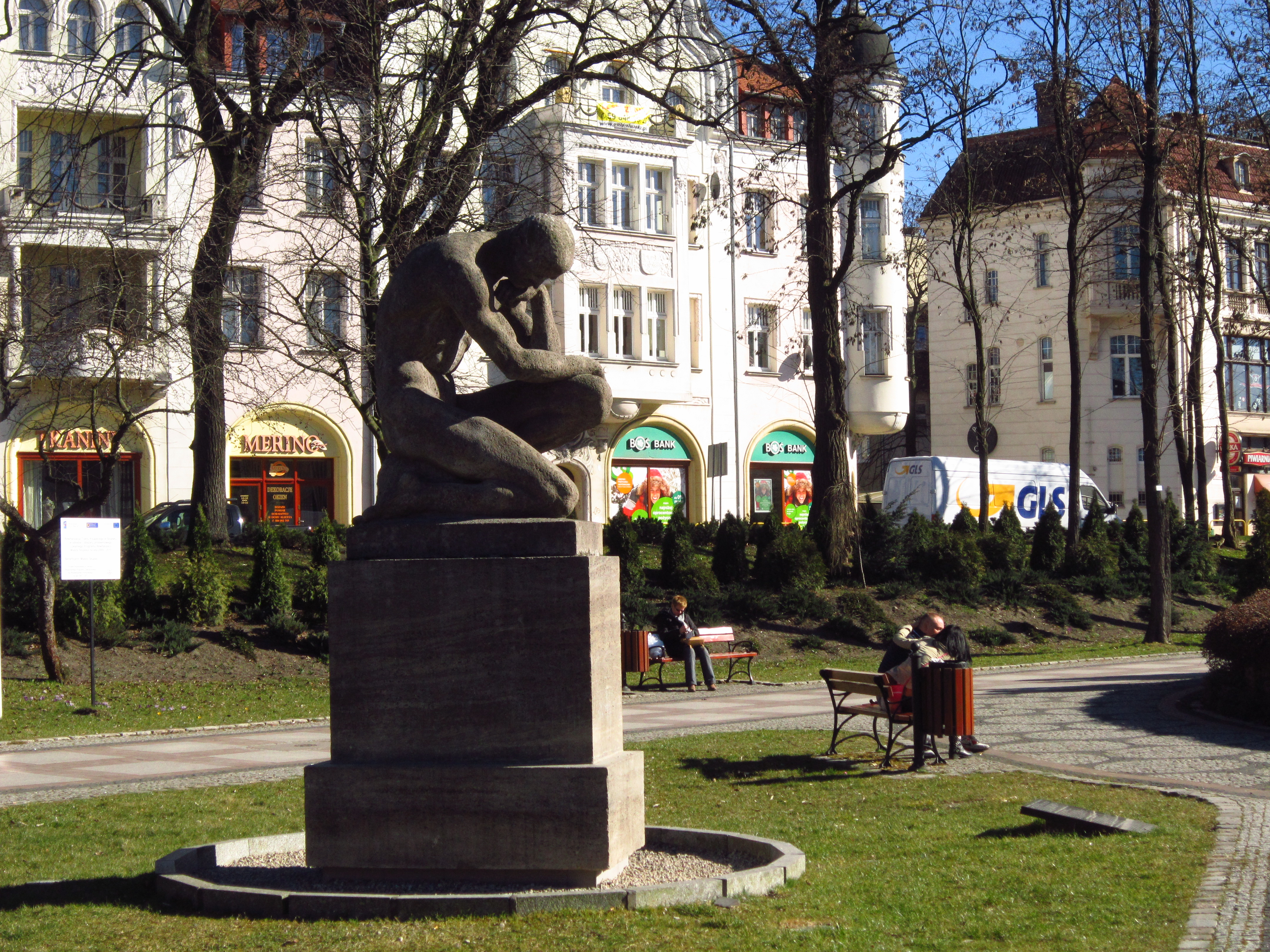
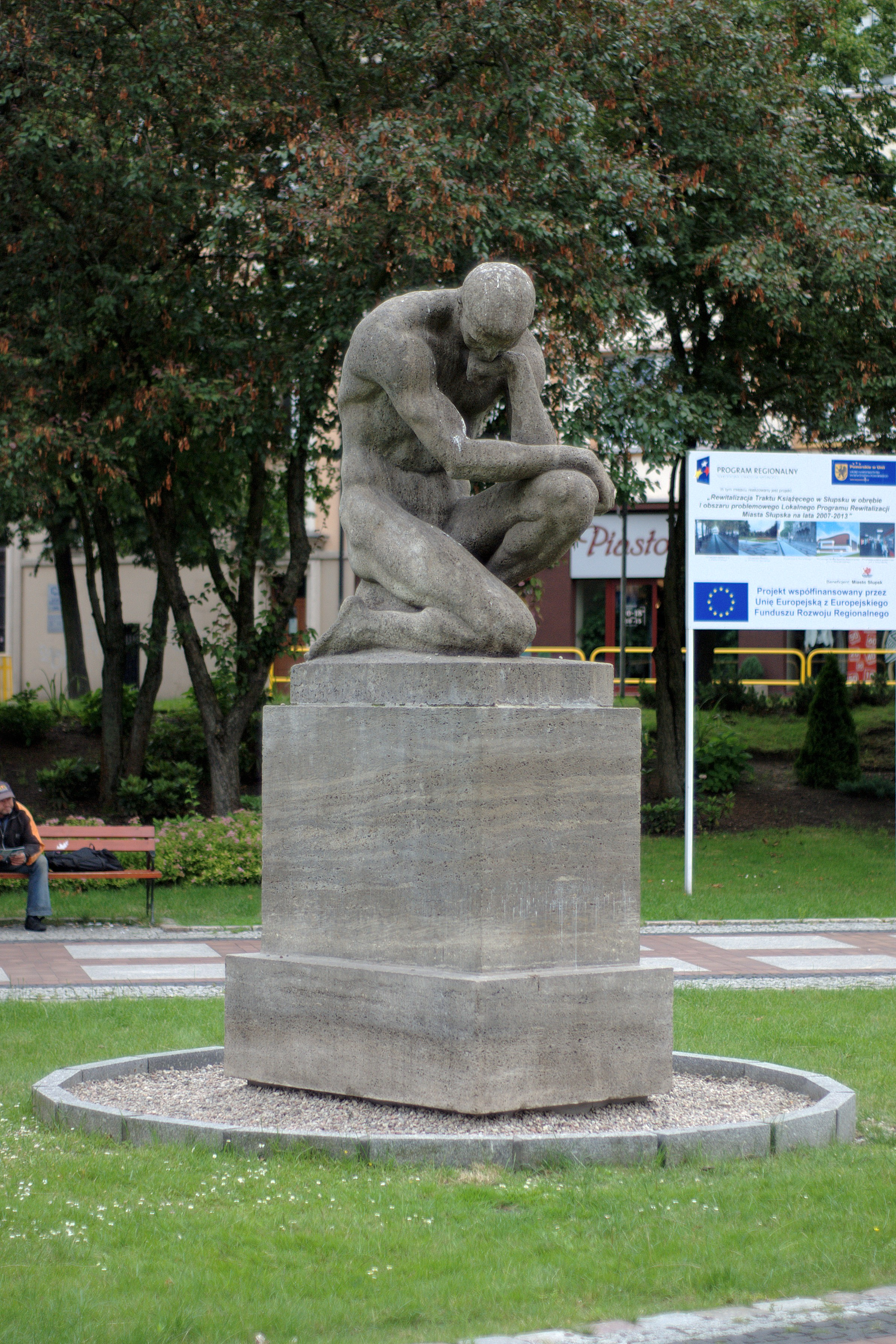
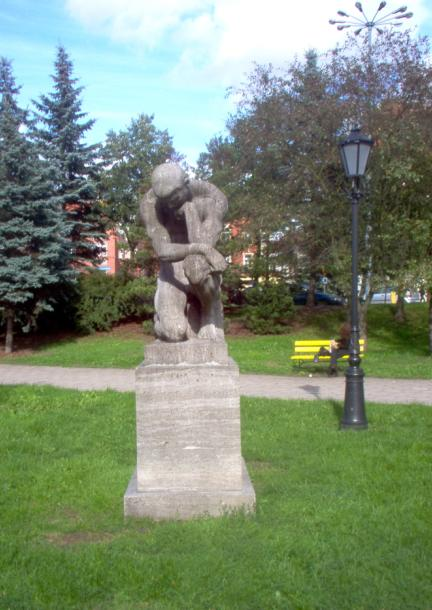
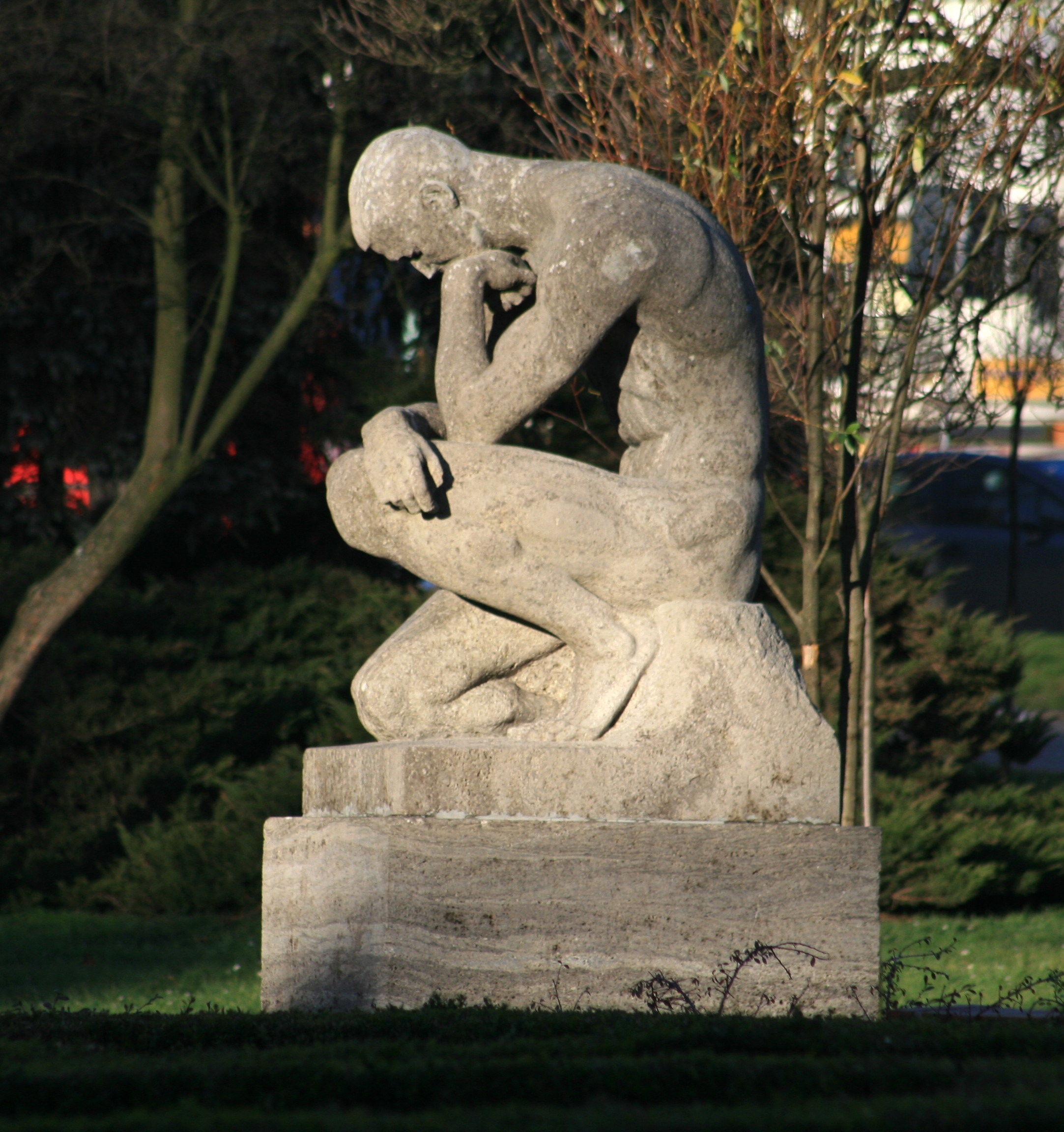